# Tom's Rhinoplasty
Tom's Rhinoplasty is de elfde aflevering van Comedy Central's animatieserie South Park. Ze was voor het eerst te zien op 11 februari 1998.

## Verhaal
Valentijnsdag komt eraan, Wendy Testaburger ziet dit als de ideale periode om wat tijd door te brengen met haar vriendje Stan. Maar wanneer ze te horen krijgen dat Mr. Garrison niet naar school komt doordat hij plastische chirurgie ondergaat en de vervanger binnenkomt, raken de vier jongens allemaal verliefd op haar, dus ook Stan wat Wendy erg jaloers en kwaad maakt. Ze is zo jaloers dat ze in de loop van de aflevering dingen tegen haar zegt als: "Don't fuck with me," en "Stay away from my man, bitch, or I'll whoop your sorry ho ass back to last year!"
Mr. Garrison's neuscorrectie loopt voorspoedig, de makers hebben ervoor gekozen om zijn hoofd helemaal te vervangen voor een foto van David Hasselhoff, en hij is al gauw de meest aantrekkelijke man van South Park. Hierdoor neemt hij ontslag bij de school om zo wat meer tijd door te brengen met zijn vriendinnen ("hanging out and screwing hot chicks."). Hierdoor wordt Ms. Ellen ingehuurd als de nieuwe, permanente lerares van de klas. De jongens proberen haar dan te versieren, maar Chef (die met zijn versieren al gewonnen heeft van de jongens) waarschuwt hen omdat ze lesbisch zou zijn. Omdat de jongens niet weten wat lesbisch is proberen zij ook lesbisch te worden zodat ze beter in de smaak zouden vallen bij Ms. Ellen. Ze krijgen hun kans wanneer ze een proefwerk moeten maken en Ms. Ellen zegt dat degene met het hoogste punt met haar uit eten mag op haar kosten. Wendy's pogingen om Ms. Ellen te vermoorden en om zich opvallender te maken zodat Stan haar leuker vindt mislukken allemaal. Daarna komt Mr. Garrison binnen om hen het nieuws te melden, tot Wendy's schrik maakt hij ook bekend dat Ms. Ellen hun permanente lerares blijft. Het wordt nog erger voor haar wanneer bekend wordt dat Stan het beste punt had en hij dus met Ms. Ellen uit eten mag. En tot overmaat van ramp krijgt ze óok nog te horen dat haar oma is overleden.
De volgende dag tijdens de les, probeert Wendy vriendinnen te worden met Ms. Ellen en laat ze Stan ook merken dat hij haar hart heeft gebroken. Dan opeens komen er onverklaarbaar Irakese soldaten binnen die zeggen dat Ms. Ellen eigenlijk een Iraakse vluchteling is, ze wordt beschuldigd van moord en valse identiteit (genaamd "Maqesh Alaq Makaraqesh"). Ze arresteren haar en schieten haar met een raket naar de zon. Daarna is er te zien dat er vele vrouwen op zoek zijn naar Mr. Garrison. Hij is helemaal bang geworden van al die vrouwen en hij besluit om zijn oude hoofd weer terug te nemen. Wendy heeft nu vrij spel om weer verkering te vragen aan Stan. Wanneer ze op het punt staan om te gaan zoenen, kotst Stan zoals gewoonlijk weer over haar heen. Hierdoor weet ze dat alles weer terug bij het oude is.
Aan het einde van de aflevering, wanneer Kyle vraagt wat er met Ms. Ellen zou zijn gebeurd, praat Wendy in vloeiend Arabisch met de Irakezen en betaalt ze hen met een grote smak Amerikaans geld. Wendy die een beetje de weg kwijt is, bekent dan dat zij erachter zat. De aflevering eindigt met dat ze zegt: "I told her...don't...Fuck...with...Wendy...Testaburger!"

## Kenny's dood
- Wanneer Ms. Ellen wordt gearresteerd pakt ze een zwaard van een Irakees en probeert ze zichzelf te verdedigen, ze verliest de controle en het zwaard spiest Kenny tussen zijn ogen tegen een muur.